# Boddin
Boddin – część gminy (Ortsteil) Walkendorf w Niemczech, w kraju związkowym Meklemburgia-Pomorze Przednie, w powiecie Rostock, w Związku Gmin Gnoien. Do 25 maja 2019 samodzielna gmina.